# Амори де ла Гранж
Амори де ла Гранж (фр. Amaury de la Grange; Париз, 31. март 1888 — Цирих, 10. јун 1953) је био француски барон, политичар и пилот. По њему је назван Институт ваздухопловства у Азебруку и школа за обуку пилота у Мервилу на северу Француске.
Ла Гранж је био председник Аеро клуба Француске (од 1937. године), који важи за најстарије удружење пилота на свету. Био је и сенатор департмана Север. На ту функцију је изабран први пут 16. новембра 1930, реизабран је 10. јануара 1933. и био је на тој функцији до 31. децембра 1941. године. У периоду од 21. марта до 10. маја 1940. је био заменик државног секретара за трговину и индустрију у Влади Пола Реноа.